# Leave Everything Behind
Leave Everything Behind is de eerste uitgave van de Zweedse power/melodic deathmetalband Amaranthe. De ep zag het levenslicht op 18 februari 2009.

## Personeel
- Elize Ryd - zang
- Jake E. Lundberg - zang
- Andreas Solveström - zang
- Olof Mörck - gitaar & keyboards
- Morten Løwe Sørensen - drums
- Johan Andreassen - basgitaar

## Tracklist
| 1.                 | Hunger                  | 3:13 |
| 2.                 | Leave Everything Behind | 3:19 |
| 3.                 | Enter the Maze          | 4:05 |
| 4.                 | Act of Desperation      | 3:05 |
| 5.                 | Director's Cut          | 4:44 |
| Totale duur: 18:26 |                         |      |